# Bernardino Honorati
Bernardino Honorati (né le 17 juillet 1724 à Iesi, dans l'actuelle province d'Ancône, dans les Marches, alors dans les États pontificaux mort le 12 août 1807 à Senigallia) est un cardinal italien du XVIIIe siècle et du début du XIXe siècle.

## Biographie
Bernardino Honorati étudie au collège Nazareno et obtient son doctorat in utroque à la Sapienza.
Il exerce plusieurs fonctions au sein de la Curie romaine et est nommé archevêque titulaire (ou in partibus) de Sidé (de) en Asie Mineure en 1760. Il devient nonce apostolique dans le grand-duché de Toscane (en) et dans la république de Venise en 1766 et secrétaire de la Congrégation des évêques et réguliers en 1775. 
Le pape Pie VI le crée cardinal-diacre lors du consistoire du 23 juin 1777. Il est nommé la même année évêque de Senigallia,. Il est alors élevé au rang de cardinal-prêtre avec le titre de Santi Marcellino e Pietro. Il participe au conclave de 1799-1800 à Venise, lors duquel Pie VII est élu pape.
Il fait rebâtir entre 1787 et 1790 la cathédrale de Senigallia.